# Allium pseudocalyptratum
Allium pseudocalyptratum är en amaryllisväxtart som beskrevs av Paul Mouterde. Allium pseudocalyptratum ingår i släktet lökar, och familjen amaryllisväxter. Inga underarter finns listade i Catalogue of Life.